# アルボガスト (軍人)
フラウィウス・アルボガスト（ラテン語: Flavius Arbogast、? - 394年）またはアルボガステス（Arbogastes）は、4世紀のフランク人で、ローマ帝国の軍人。テオドシウス1世やウァレンティニアヌス2世の下で執政官や軍司令官を歴任したリコメルの甥。

## 生涯
アルボガストは4世紀のフランク人で、西ローマ帝国の有力な将軍であったリコメルの甥である。
アルボガストは377年頃から西ローマ皇帝グラティアヌスによって、蛮族の蜂起に苦しむ東ローマ皇帝ウァレンスを支援するため東ローマ帝国へ派遣された。ウァレンスが378年のハドリアノポリスの戦いで戦死した後は、ウァレンスの後任として西の宮廷より派遣されてきたテオドシウス1世を支えて東方の混乱収拾に尽力し、381年にはフラウィウス・バウトと連携してフリティゲルンをマケドニアやテッサリアから追い払った。そして翌382年にリコメルがフリティゲルンとの交渉を行い、フリティゲルンにローマ帝国との和睦を認めさせた。
383年にブリタンニアのローマ軍団がマグヌス・マクシムスをローマ皇帝と宣言してグラティアヌスを殺害し、さらに388年にグラティアヌスの共同皇帝ウァレンティニアヌス2世をもイタリアから追放すると、アルボガストはリコメルらとともに軍団を指揮してマグヌス・マクシムスと戦い、トリーアにいたマクシムスの共同皇帝フラウィウス・ウィクトルを捕らえて処刑した。テオドシウスはウァレンティニアヌス2世を西の宮廷に復帰させはしたが、主要な行政官を次々にテオドシウスの息のかかった人物へと入れ替え、ウァレンティニアヌス2世の監視役としてアルボガストを帝国西半のマギステル・ミリトゥムに任じた。
ウァレンティニアヌス2世は成長するにつれ自身がテオドシウスの傀儡であることに不満を持つようになった。アルボガストはテオドシウス個人に対してのみ忠誠を誓っており、ウァレンティニアヌスに対しては主人のように振る舞った。ウァレンティニアヌスがアルボガストを降格しようとすると、アルボガストは「私を任命したのは、あなたではない」としてこれを退けた。ウァレンティニアヌス2世はテオドシウスに苦情を申し立て、テオドシウスはミラノ司教アンブロジウスを調停に向かわせたが、392年5月15日にヴィエンヌの住居にぶら下がっているウァレンティニアヌス2世の姿が発見された。自殺か他殺かについては意見が分かれている。
ウァレンティニアヌスの死によって西方に皇帝が不在となると、アルボガストはテオドシウスに西方正帝としてテオドシウスの長男アルカディウスを迎え入れたいと提案した。この提案にテオドシウスは返答をしなかった。アルボガストはテオドシウスへの長年の忠節の見返りとして自分が皇帝に指名されるかもしれないという淡い期待を抱いたが、テオドシウスからの連絡がないまま3か月が過ぎた。皇帝の不在が長引くにつれアラマンニ人やフランク人が不穏な動きを見せ始めたため、最終的にアルボガストは自分の友人でもあるエウゲニウスを皇帝に推挙し、正式な手続きを経て392年8月22日にエウゲニウスが西方正帝となった。アルボガストはライン川の付近を行軍して辺境のゲルマン人に軍事力を誇示し、アラマンニ人やフランク人を鎮撫して帝国の治安を安定させることに成功した。
皇帝となったエウゲニウスの統治下では、ローマ出身の元老院議員たちが重用された。エウゲニウスもキリスト教徒ではあったが、古代ローマの伝統を重んじる元老院議員たちの進言により、フォロ・ロマーノにあるウェヌスとローマ神殿の再建や、グラティアヌスが元老院から撤去した女神ウィクトリアの勝利の祭壇を返還するなど、古代ローマの伝統的宗教に寛容な政策を採った。
しかし、こうした宗教政策はキリスト教を推進していたテオドシウスやアンブロジウスらの不興を買うことになった。テオドシウスは、ウァレンティニアヌス2世はアルボガストによって殺害されたのだとしてアルボガストを批難し、息子ホノリウスに西の皇帝を名乗らせると、394年にイタリアへ侵入を開始した。アルボガストはエウゲニウスや元老院議員らとともにテオドシウスを迎え撃ったが、フリギドゥスの戦いで敗れ、まもなく自刃した。
トリーア伯のアルボガストは彼の子孫の一人と考えられている。

## ウァレンティニアヌス2世の死についての議論
ウァレンティニアヌス2世の死については、自殺であったとかアルボガストによる暗殺であったとか、当時から現在に至るまで様々な憶測が語られている。18世紀の歴史家エドワード・ギボンは、ウァレンティニアヌス2世はアルボガストの陰謀によって殺されたとしている。ブライアン・クロークやジョン・フレデリック・マシューズといった現代の歴史家は、当初テオドシウスがアルボガストに対して何の非難もしていなかったことから、暗殺の容疑はアルボガストとの対立が明らかとなった後にテオドシウス陣営が作り上げたものだろうとしている。ジェラルド・フレルは、ウァレンティニアヌス2世が自身の貧弱な立場に悩み、屈辱と感じていたことから、憂鬱による自殺ではないかとしている。彼の死に関する最も良質の資料と考えられる同時代に生きた歴史家ティラニウス・ルフィヌスの記録では、皇帝の身に何が起こったのかは本当に誰にも分からなかったとされており、これが現在の実情でもあり、今後も新しい証拠の発見は難しいものと考えられる。